# Szota Lomidze
Szota Lomidze (gruz. შოთა ლომიძე; ur. 20 stycznia 1936 w Sakulii, zm. 23 października 1993 tamże) – radziecki zapaśnik walczący w stylu wolnym. Dwukrotny olimpijczyk. Srebrny medalista z Meksyku 1968 i odpadł w eliminacjach w Tokio 1964. Walczył w kategorii 87 – 97 kg.
Mistrz świata w 1969 i 1971; trzeci w 1967; czwarty w 1965. Mistrz Europy w 1966 i 1969 roku.
Mistrz ZSRR w 1964, 1965, 1966 i 1967; drugi w 1968; trzeci w 1959, 1962 i 1969 roku. Zakończył karierę w 1971 roku. Odznaczony orderem Znak Honoru.